# باب هوتون
باب هووتون (انگلیسی: Bob Houghton؛ زادهٔ ۳۰ اکتبر ۱۹۴۷) ورزشکار اهل بریتانیا است.
از باشگاه‌هایی که در آن بازی کرده‌است می‌توان به باشگاه فوتبال فولام، باشگاه فوتبال برایتون و هاو آلبیون، و باشگاه فوتبال مایدستون یونایتد اشاره کرد.